# Верхньопаунінська
Ве́рхньопау́нінська (рос. Верхнепаунинская) — присілок у складі Тарногського району Вологодської області, Росія. Входить до складу Спаського сільського поселення.

## Населення
Населення — 18 осіб (2010; 24 у 2002).
Національний склад (станом на 2002 рік):
- росіяни — 96 %